# Accipiter hiogaster
Accipiter hiogaster або мінливий яструб — хижий птах роду яструбів родини яструбових ряду яструбоподібних. Включає низку підвидів, яких раніше відносили до тасманійського яструба (Accipiter novaehollandiae), і яких виділили в окремий вид.

## Опис
Довжина птаха становить 30–48 см, розмах крил 55-80 см. В залежності від підвиду вага варіюється від 175 до 439 г. Виду притаманний статевий диморфізм.
Забарвлення мінливих яструбів різноманітне навіть всередині окремих підвидів (так, підвид A. h. leucosomus  має чотири морфи: звичайну, темну, білу і сіру). Зазвичай спина темного кольору, груди і живіт руді. Іноді стегна і живіт можуть бути поцятковані смужками і плямками. 

## Поширення і екологія
Мінливі яструби мешкають в тропічних лісах. Вони можуть мешкати на узліссях і в рідколіссі, на плантаціях кокосових пальм, в парках і садах, на висоті до 500 м над рівнем моря 9хоча можуть мешкати і в високогірних лісах на висоті до 1500 м над рівнем моря).
Мінливі яструби мешкають в Австралазії і Воллесії. Виділяють чотири основні географічні зони: південноіндонезійські острови (Молуккські і Малі Зондські), острів Нова Гвінея разом з архіпелагами Луїзіада і Д'Антркасто, архіпелаг Бісмарка і Соломонові острови з Бугенвілем.

## Таксономія
Виділяють низку підвидів, однак класифікація вважається умовною. Імовірно, незабаром частину підвидів міливого яструба виокремлять як окремі види.
- A. h. sylvestris Wallace, 1864, поширений на західних і центральних Малих Зондських островах (від Сумбави до Алору);
- A. h. polionotus (Salvadori, 1889), поширений на островах Банда (на південь від Сераму) та на східних Малих Зондських островах (Дамар, Бабар і Танімбар);
- A. h. mortyi Hartert, 1925, ендемік острова Моротай (північні Молуккські острови);
- A. h. griseogularis (G. R. Gray, 1861), поширений на Хальмахері, Бачані і сусідніх островах (північні Молуккські острови);
- A. h. obiensis (Hartert, 1903), ендемік острова Обі (північні Молуккські острови);
- A. h. hiogaster (S. Müller, 1841), номінальний підвид, поширений на Серамі і сусідніх островах (південні Молуккські острови);
- A. h. pallidiceps (Salvadori, 1879), ендемік острова Буру (південні Молуккські острови);
- A. h. albiventris (Salvadori, 1876), поширений на островах Таянду і Кай (південні Молуккські острови);
- A. h. leucosomus (Sharpe, 1874), поширений на Новій Гвінеї та на сусідніх островах, зокрема Ару;
- A. h. misoriensis (Salvadori, 1876), ендемік острова Біак;
- A. h. pallidimas Mayr, 1940, поширений на островах архіпелагу Д'Антркасто;
- A. h. misulae Mayr, 1940, поширений на островах архіпелагу Луїзіада;
- A. h. lavongai Mayr, 1945, поширений на островах Новий Ганновер, Нова Ірландія і на острові Табар (північний схід архіпелагу Бісмарка);
- A. h. matthiae Mayr, 1945, ендемік островів Сент-Маттайас (північ архіпелагу Бісмарка);
- A. h. manusi Mayr, 1945, поширений на островах Адміралтейства (північний захід архіпелагу Бісмарка);
- A. h. dampieri (Gurney Sr., 1882), поширений на островах Умбой і Нова Британія (південь архіпелагу Бісмарка);
- A. h. lihirensis Stresemann, 1933, поширений на островах Ліхір і Танга (Нова Ірландія);
- A. h. bougainvillei (Rothschild e Hartert, 1905), поширений на Бугенвілі і Шортлендських островах (північ Соломонових островів);
- A. h. rufoschistaceus (Rothschild e Hartert, 1902), поширений на островах Шуазель, Санта-Ісабель і Нггела (центральні Соломонові острови);
- A. h. rubianae (Rothschild e Hartert, 1905), ендемік острова Нова Джорджія(центральні Соломонові острови);
- A. h. malaitae Mayr, 1931, ендемік острова Малаїта (південний схід Соломонових островів);;
- A. h. pulchellus (E. P. Ramsay, 1882), ендемік острова Гуадалканал (південний захід Соломонових островів).

## Раціон
Мінливі яструби полюють на невеликих птахів, ссавців, рептилій. великих комах. Часто їхньою здобиччю стають невеликі великоноги, горлиці, шпаки-малюки.

## Розмноження
Сезон розмноження триває з травня по грудень. На Новій Гвінеї яйця відкладають в липні-серпні. В кладці 2-3 яйця, інкубація триває близько місяця.

## Збереження
це численний вид, поширений на великій площі. МСОп вважає його таким, що не потребує особливого збереження. Однак деякі підвиди можуть бути досить рідкісними.